# Estación Manuel
Estación Manuel está situado en el Municipio de González (en el Estado de Tamaulipas). Tiene 11468 habitantes. Estación Manuel (Úrsulo Galván) está a 70 metros de altitud.

## Estructura Económica
En Estación Manuel (Úrsulo Galván) hay un total de 2909 hogares.
De estos 2899 viviendas, 171 tienen piso de tierra y unos 426 consisten de una sola habitación.
2809 de todas las viviendas tienen instalaciones sanitarias, 2796 son conectadas al servicio público, 2814 tienen acceso a la luz eléctrica.
La estructura económica permite a 145 viviendas tener una computadora, a 1919 tener una lavadora y 2663 tienen una televisión.
La principal actividad económica es el comercio.

## Educación Escolar
Aparte de que hay 902 analfabetos de 15 y más años, 152 de los jóvenes entre 6 y 14 años no asisten a la escuela.
De la población a partir de los 15 años 926 no tienen ninguna escolaridad, 3606 tienen una escolaridad incompleta. 1587 tienen una escolaridad básica y 1480 cuentan con una educación post-bósica.
Un total de 571 de la generación de jóvenes entre 15 y 24 años de edad han asistido a la escuela, la mediana escolaridad entre la población es de 7 años.
Estación Manuel Cuenta con diferentes niveles educativos, Preescolar, primaria, secundaria y Bachillerato